# The Mirage (película)
The Mirage es una película muda de 1924, dirigida por George Archainbaud. El guion se basa en la obra teatral homónima de Edgar Selwyn. En 1920, se había estrenado otra película británica de idéntico título.

## Reparto
- Florence Vidor: Irene Martin

- Clive Brook: Henry Galt

- Alan Roscoe: Al Manning

- Vola Vale: Betty Bond

- Myrtle Vane: Mrs. Martin

- Charlotte Stevens: Irene's Sister

## Argumento
Una chica de pueblo va a Nueva York en busca de fortuna, no obstante, no todo será como espera.

## Otros créditos
- Color: Blanco y negro
- Sonido: Muda